# Hrvatski nogometni kup 2016-2017 (tabellini)
Questa voce raccoglie un approfondimento sulle gare dei turni eliminatori dell'edizione 2016-2017 della Coppa di Croazia di calcio.

## Turno preliminare
| Arbitro: | Dario Kulušić (Šibenik) |

|                                   |                      |                                      |
| Martin Bačkov 16’ Lovre Erlić 39’ | Marcatori            | 69’ Nikola Pomper 77’ Davor Amanović |
|                                   | Tiri di rigore 3 – 5 |                                      |

| Arbitro: | Goran Pečarić (Zagabria) |

|                  |           |  |
| Mateo Jakšić 35’ | Marcatori |  |

| Arbitro: | Marko Linić (Rijeka) |

|                                                                 |           |                      |
| Marko Bjelanović 30’ Kristian Batelić 44’ Nemanja Belaković 89’ | Marcatori | 42’ Kristijan Lovrić |

| Arbitro: | Marin Horvat (Čakovec) |

|  |           |                                                                    |
|  | Marcatori | 7’, 12’ Kristijan Dragović 19’, 36’ Filip Fumić 80’ Ivan Kovačević |

| Arbitro: | Ivan Matić (Osijek) |

|                      |           |                               |
| Josip Lešić 21’, 56’ | Marcatori | 77’, 79’, 90+1’ Josip Golubar |

| Arbitro: | Marko Cestarić (Sisak) |

|                    |                      |                 |
| Benjamin Tatar 69’ | Marcatori            | 79’ Mario Meter |
|                    | Tiri di rigore 3 – 4 |                 |

| Arbitro: | Jakov Titlić (Hrvace) |

|                                                        |           |  |
| Nedjeljko Kešina 12’, 16’ Duje Medak 23’ Dino Deak 27’ | Marcatori |  |

| Arbitro: | Josip Dugandžić (Komin) |

|                                                        |           |                  |
| Antonio Pavlinović 43’, 56’, 82’ Patrice Zoungrana 62’ | Marcatori | 81’ Roko Škomrlj |

| Arbitro: | Ivan Župan (Bjelovar) |

|                                                                                                |           |  |
| Karlo Šimek 4’ Luka Ivanović 21’, 65’, 81’ Leonard Mesarić 50’ Nenad Erić 77’ Jan Marcijuš 90’ | Marcatori |  |

| Arbitro: | Tino Krečak (Velika Gorica) |

|                                                               |           |                             |
| Mateo Topić 45’ (rig.) Tomislav Barišić 82’ Karlo Kamenar 84’ | Marcatori | 90+1’ (aut.) Dario Bodrušić |

| Arbitro: | Ante Čuljak (Zagabria) |

|  |           |                                    |
|  | Marcatori | 44’ Ivan Šistov 74’ Veljko Sabadoš |

| Arbitro: | Ivan Čužić (Velika Gorica) |

|                                        |           |                                                             |
| Domagoj Jendrašić 15’ Matej Buketa 32’ | Marcatori | 9’, 82’ Marko Šubara 51’ Josip Solić 60’ (rig.) Dino Bognar |

| Arbitro: | Matej Horvat (Zagabria) |

|                                                        |           |  |
| Nikica Brujić 21’ Toni Aljinović 41’ Filip Brdarić 52’ | Marcatori |  |

| Arbitro: | Josip Lučić (Vinkovci) |

|  |                      |  |
|  | Tiri di rigore 3 – 2 |  |

| Arbitro: | Tomislav Bionda (Zaprešić) |

|  |           |                                       |
|  | Marcatori | 37’, 44’, 48’ Saša Šest 71’ Ivan Plum |

| Arbitro: | Ivan Vučković (Zagabria) |

|                                                                              |           |                          |
| Mario Galešić 5’ (rig.) Dario Šimunović 22’ Ivan Đurić 39’ Mario Galešić 43’ | Marcatori | 10’ (rig.) Lucijan Tomac |

## Sedicesimi di finale
| Arbitro: | Ivan Bebek (Rijeka) |

|  |           |                                                                                  |
|  | Marcatori | 26’ Darick Kobie Morris 49’ Ángelo Henríquez 59’, 79’ Dani Olmo 85’ Armin Hodžić |

| Arbitro: | Duje Strukan (Spalato) |

|                     |           |                             |
| Karlo Josipović 58’ | Marcatori | 40’ Petar Bočkaj 43’ Grezda |

| Arbitro: | Željko Frković (Gospić) |

|                   |           |                                                                                            |
| Nikica Brujić 17’ | Marcatori | 61’ Marko Pervan 96’ Ivan Zgrablić 99’ Tomislav Čuljak 105’, 116’ Matej Karačić 118’ Dabro |

| Arbitro: | Igor Križarić (Čakovec) |

|                                            |           |                                                   |
| Matej Bekavac 43’ (rig.) Nemanja Dorić 90’ | Marcatori | 24’ 90+3’ (rig.) Jakov Puljić 89’ Atliparmakovski |

| Arbitro: | Marko Matoc (Zaprešić) |

|                           |           |                                       |
| Matija Kristić 83’ (rig.) | Marcatori | 8’ Alessio Sallustio 120’ Luka Čagalj |

| Arbitro: | Dario Bel (Osijek) |

|  |           |                                                                 |
|  | Marcatori | 18’ Toma Bašić 19’ Barry 50’, 87’ Tudor 68’, 90+2’ Márkó Futács |

| Arbitro: | Fran Jović (Zagabria) |

|  |           |                                                             |
|  | Marcatori | 45+1’ Alexander Gorgon 51’ Matic Črnic 57’ Mario Gavranović |

| Arbitro: | Ante Vučemilović-Šimunović (Osijek) |

|                                 |                      |                                  |
| Leonard Vuk 8’ Dario Jertec 73’ | Marcatori            | 51’ Ivanovski 90+3’ Nikola Katić |
|                                 | Tiri di rigore 2 – 4 |                                  |

| Arbitro: | Mario Zebec (Cestica) |

|                    |           |                                                                             |
| Dino Brajković 80’ | Marcatori | 4’ Alen Grgić 10’ (aut.) Dominik Suton 21’ (rig.) Ejupi 57’ Josip Špoljarić |

| Arbitro: | Bruno Marić (Daruvar) |

|                       |           |                                       |
| Josip Jakovljević 33’ | Marcatori | 61’ (rig.) Ivan Fuštar 86’ Ivan Pešić |

| Arbitro: | Goran Gabrilo (Spalato) |

|               |           |                                                          |
| Dino Deak 61’ | Marcatori | 44’ Abdelhakim Bouhna 54’ Kelmendi 80’ Valentino Stepčić |

| Arbitro: | Tihomir Pejin (Donji Miholjac) |

|                                                                                                 |           |  |
| Josip Čondrić 60’ (aut.) Jure Ivančić 63’ Željko Ostrman 68’ (rig.) Stjepan Stubičan 71’ (aut.) | Marcatori |  |

| Arbitro: | Igor Pajač (Zelina) |

|                   |           |  |
| Ivan Perković 54’ | Marcatori |  |

| Arbitro: | Ivan Vučković (Zagabria) |

|                                                         |           |                                                  |
| Mario Galešić 21’ (rig.) Mario Milašinović 90+1’ (rig.) | Marcatori | 30’, 32’, 41’, 48’ Željko Štulec 56’ Igor Prijić |

| Arbitro: | Marin Vidulin (Canfanaro) |

|                                                            |           |  |
| Mario Ćubel 44’ Dejan Čabraja 81’ (rig.) Mateo Topić 90+3’ | Marcatori |  |

| Arbitro: | Dalibor Mlakar (Zagabria) |

|                                            |           |  |
| Marin Grujević 61’ Ivo Caput 71’, 81’, 87’ | Marcatori |  |

## Ottavi di finale
| Arbitro: | Igor Križarić (Čakovec) |

|                    |           |                                |
| Franjo Jaković 80’ | Marcatori | 14’ Mario Šitum 70’ Ante Ćorić |

| Arbitro: | Željko Frković (Gospić) |

|  |           |                            |
|  | Marcatori | 32’ (rig.) Mirko Ivanovski |

| Arbitro: | Mario Zebec (Cestica) |

|                   |           |                                                  |
| Asen Georgiev 77’ | Marcatori | 62’ Ivan Pešić 93’ Domagoj Boljat 96’ Ivan Pešić |

| Arbitro: | Dario Kulušić (Šibenik) |

|                   |           |                                        |
| Mario Jelavić 16’ | Marcatori | 64’ Ante Erceg 71’ (rig.) Márkó Futács |

| Arbitro: | Marko Matoc (Zaprešić) |

|                                              |           | |
| Mateo Topić 53’ (rig.) 62’ (rig.) 80’ (rig.) | Marcatori | 5’ (rig.) Mario Gavranović 8’ Matej Mitrović 32’ Franko Andrijašević 103’ Aleksandar Šofranac 107’ Alexander Gorgon |

| Arbitro: | Ivan Vučković (Zagabria) |

|              |           |                                      |
| Jonathan 75’ | Marcatori | 41’ Dmytro Lopa 65’ Milovan Petrović |

| Arbitro: | Marko Cestarić (Sisak) |

|               |           |                                 |
| Roko Prša 33’ | Marcatori | 35’ Mirko Marić 69’ Lovro Majer |

| Arbitro: | Marin Vidulin (Canfanaro) |

|                 |           |  |
| Marko Kolar 44’ | Marcatori |  |

## Quarti di finale
| Arbitro: | Marko Matoc (Zaprešić) |

|                       |           |                                                                 |
| Mate Maleš 79’ (aut.) | Marcatori | 21’ Mate Maleš 38’ Stefan Ristovski 42’ (rig.) Alexander Gorgon |

| Arbitro: | Ante Vučemilović-Šimunović (Osijek) |

|  |           |                |
|  | Marcatori | 67’ Dino Perić |

| Arbitro: | Fran Jović (Zagabria) |

|                       |           |  |
| Antonio Perošević 81’ | Marcatori |  |

| Arbitro: | Tihomir Pejin (Donji Miholjac) |

|                                     |           |                 |
| Sandro Ugrina 90+2’ Ivan Pešić 106’ | Marcatori | 25’ Hamza Barry |

## Semifinali
| Arbitro: | Igor Križarić (Čakovec) |

|                                                           |           |  |
| Ante Ćorić 25’, 71’ Armin Hodžić 35’, 51’, 66’ 81’ (rig.) | Marcatori |  |

| Arbitro: | Fran Jović (Zagabria) |

|                               |           |                              |
| Mario Gavranović 9’, 23’, 71’ | Marcatori | 75’ (rig.) Antonio Perošević |

| Spalato 14 marzo 2017, ore 17:00 Semifinali - ritorno | RNK Spalato            | 0 – 0 referto | Dinamo Zagabria | Stadio Park mladeži (695 spett.)\| Arbitro: \| Marko Matoc (Zaprešić) \| |
| Arbitro:                                              | Marko Matoc (Zaprešić) |               |                 |                                                                          |

| Arbitro: | Duje Strukan (Spalato) |

|  |           |                                                |
|  | Marcatori | 52’ (aut.) Mile Škorić 57’ Franko Andrijašević |